# Proctophana labergei
Proctophana labergei es una especie de insecto coleóptero de la familia Chrysomelidae.
Fue descrita científicamente en 1981 por Moldenke.